# Стража (Нямц)
Стража (рум. Straja) — село у повіті Нямц в Румунії. Входить до складу комуни Таркеу.
Село розташоване на відстані 274 км на північ від Бухареста, 15 км на захід від П'ятра-Нямца, 111 км на захід від Ясс, 145 км на північ від Брашова.

## Населення
За даними перепису населення 2002 року у селі проживали 660 осіб, усі — румуни. Усі жителі села рідною мовою назвали румунську.